# Blablanga jezik
Blablanga jezik (ISO 639-3: blp; gema, goi), novoirski jezik uže santaisabelske skupine kojim govori oko 1 770 ljudi (1999 SIL) na otoku Santa Isabela u distriktu Maringe, u selima Popoheo i Hovukoilo. 
Pripadnici etničke grupe Blablanga služe se i jezikom cheke holo [mrn]

## Vanjske poveznice
- Ethnologue (14th)
- Ethnologue (15th)